# Vall d'Ebo (kommun i Spanien)
Vall d'Ebo är en kommun i Spanien.   Den ligger i provinsen Provincia de Alicante och regionen Valencia, i den östra delen av landet, 400 km sydost om huvudstaden Madrid. Antalet invånare är 286. Arean är 32 kvadratkilometer. Vall d'Ebo gränsar till Adsubia, Castell de Castells, Orba, Pego, Tollos, La Vall d'Alcalà, Vall de Gallinera och La Vall de Laguar. 
Terrängen i Vall d'Ebo är huvudsakligen kuperad, men åt sydväst är den platt.